# Província de Nairobi

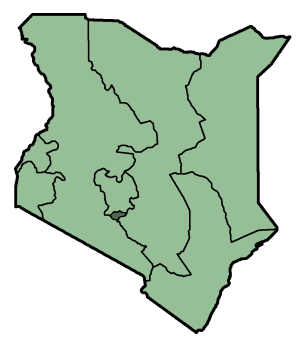
Localização da Província de Nairobi no Quénia

A Província de Nairobi ou de Nairóbi é uma província do Quénia. A capital do país, Nairobi se localiza nesta província. Sua população em 1979 era de 828.000 habitantes, em 1999 a população saltou para 2.143.254 habitantes. A estimativa para 2005 foi de 2.750.561 habitantes.